# Synedoida adumbrata
Synedoida adumbrata là một loài bướm đêm trong họ Erebidae.